# هاینتس-یورگن بوته
هاینتس-یورگن بوته (انگلیسی: Heinz-Jürgen Bothe؛ زادهٔ ۵ نوامبر ۱۹۴۱) قایقران روئینگ اهل آلمان شرقی بود.
وی در مسابقات کشوری و بین‌المللی در مجموع برندهٔ ۱ مدال طلا، ۱ مدال نقره، ۱ مدال برنز شده‌است.